# Psaliodes demasaria
Psaliodes demasaria là một loài bướm đêm trong họ Geometridae.